# Pleiospilos nelii
Pleiospilos nelii es una  especie de planta suculenta de la familia de las aizoáceas. Es originaria de Sudáfrica

## Descripción
Es una pequeña planta suculenta perennifolia, con un tamaño de 8 cm de altura. Se encuentra a una altitud de 870 - 1250 metros en Sudáfrica.

## Sinonimia
- Pleiospilos pedunculatus L.Bolus (1930)
- Pleiospilos tricolor N.E.Br. (1930)[1][2]

## Galería

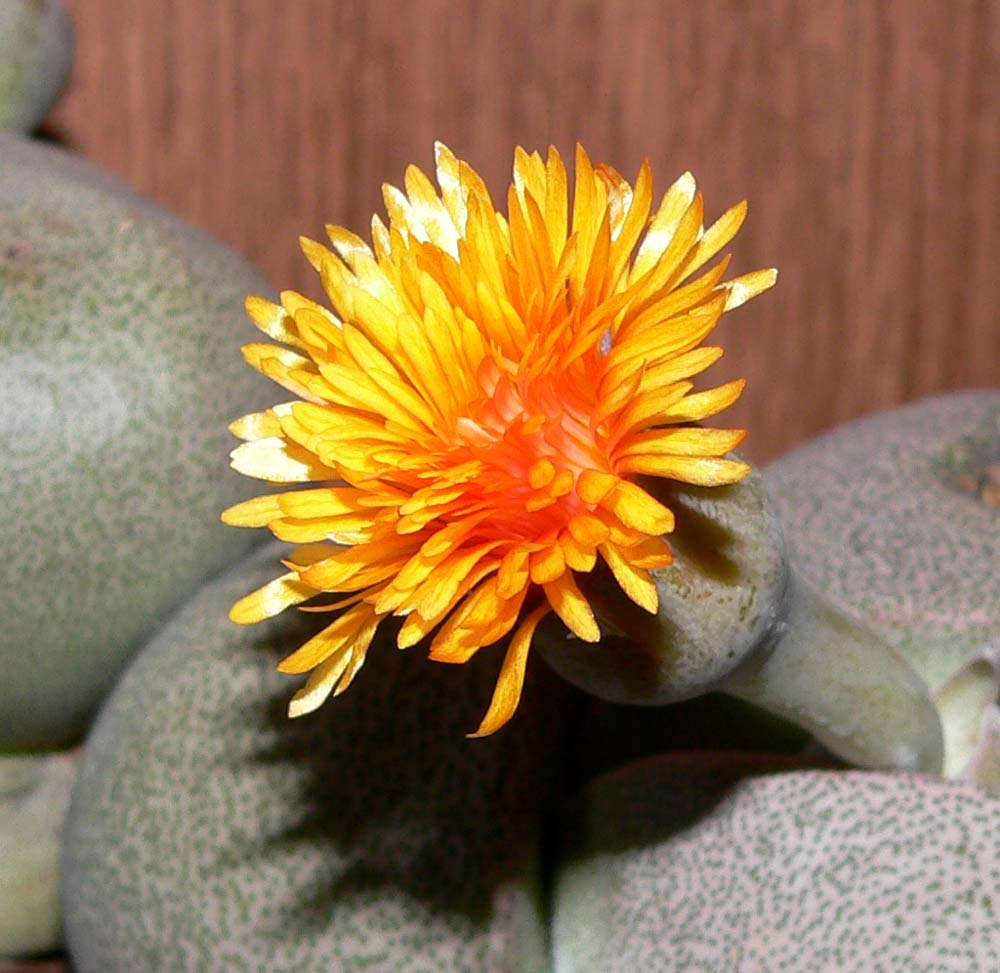
Detalle de planta con flor
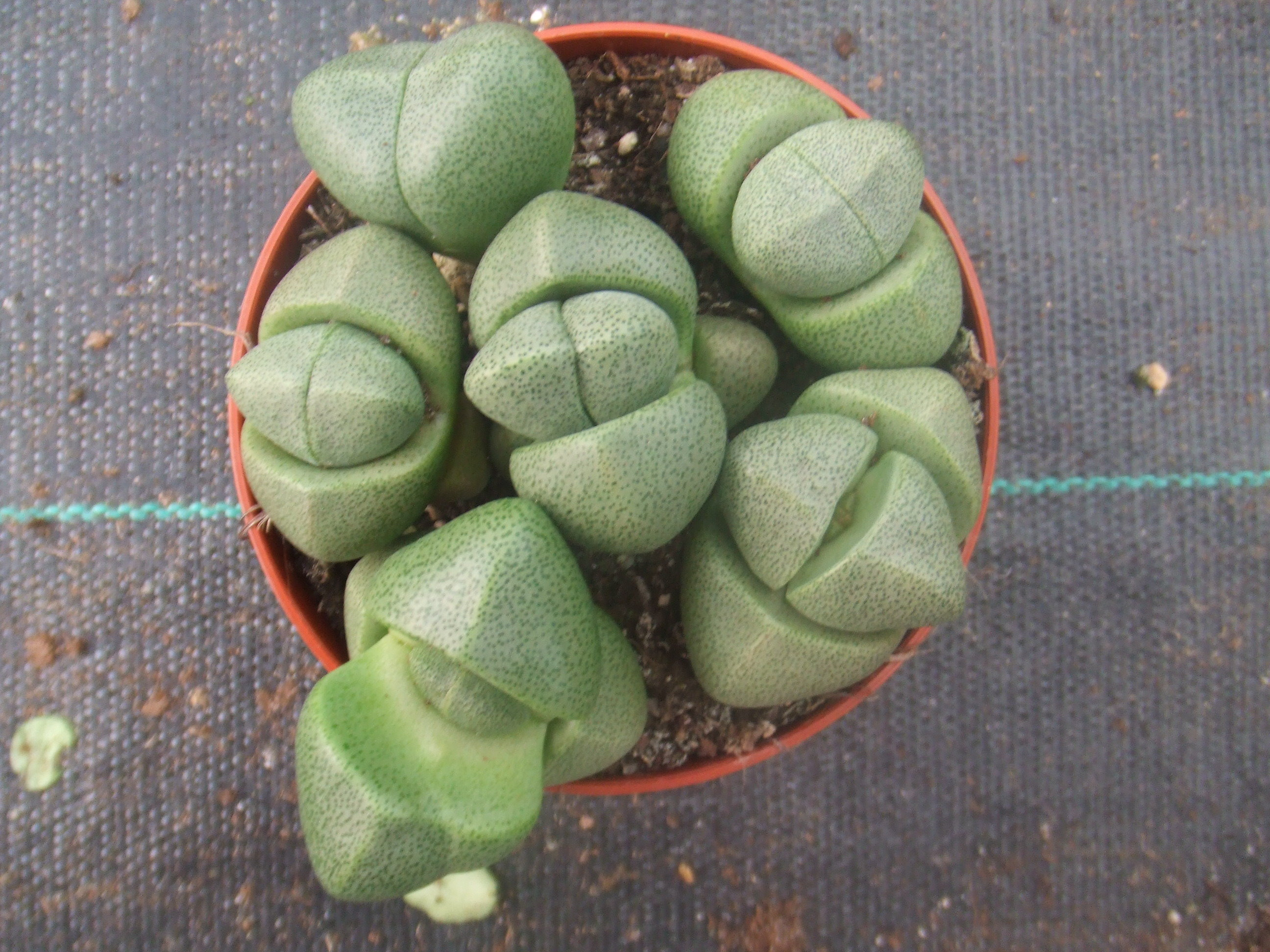
Detalle de las hojas
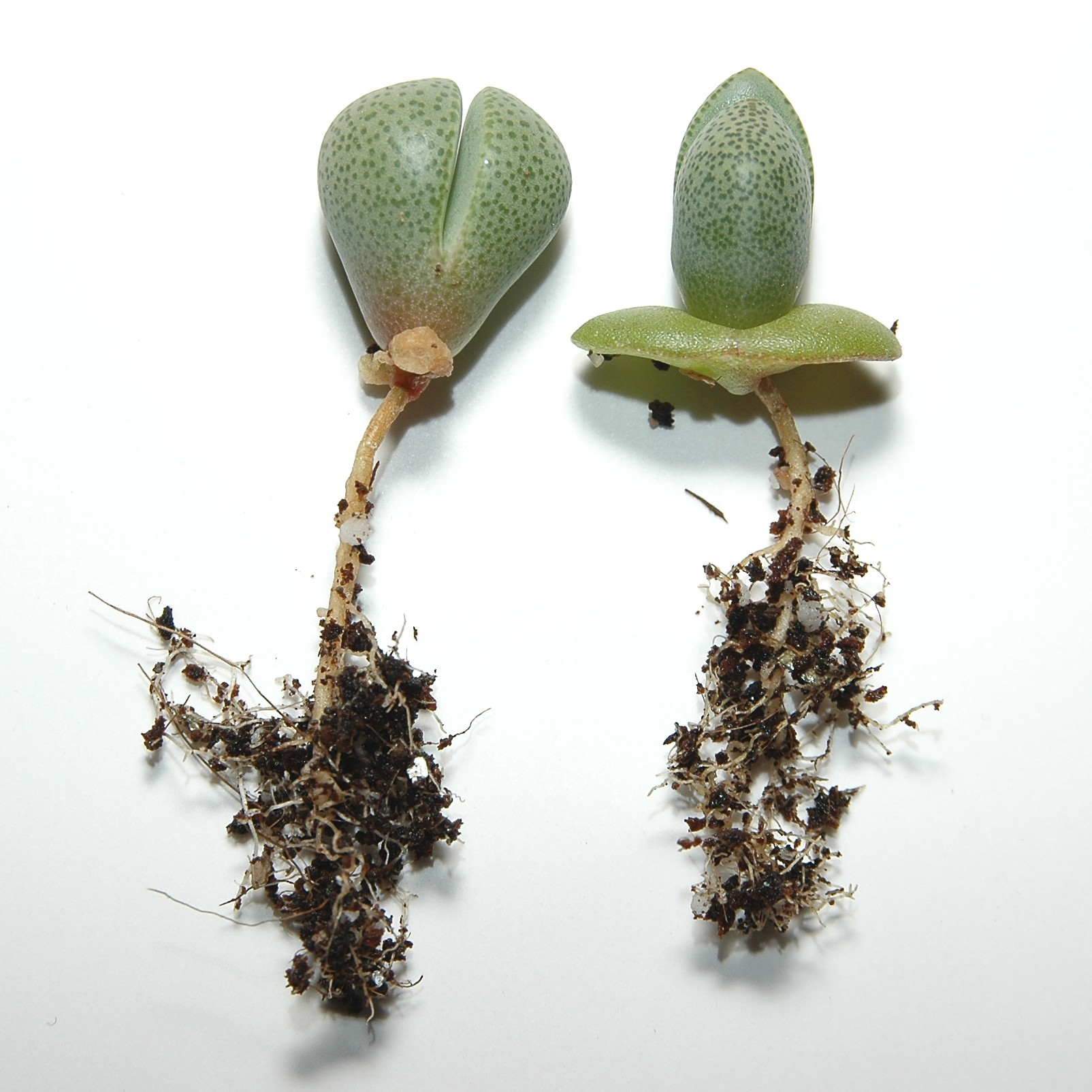
Planta con la raíz